# Słownictwo kontrolowane
Słownictwo kontrolowane – zorganizowany zbiór słów i wyrażeń używanych do indeksowania treści i jej wyszukiwania. Zwykle zawiera słownictwo przyjęte oraz warianty odrzucone i ma określony zakres. Zastosowanie słownictwa kontrolowanego poprawia wyniki wyszukiwania, a jego implementacja daje dostęp do ustrukturyzowanych zasobów systemu. Kontrolowane słownictwo bywa stawiane w opozycji do niekontrolowanego charakterystycznego dla języka swobodnych słów kluczowych, będącego w istocie wykorzystaniem języka naturalnego w systemach wyszukiwawczych.

## Cel kontroli słownictwa
Podstawową zaletą słownictwa kontrolowanego jest to, że dana jednostka leksykalna jest zawsze stosowana w ten sam sposób, np. hasło „I wojna światowa” zostanie zawsze użyte, jeśli dany obiekt cyfrowy będzie odnosił się do tego tematu, mimo iż to samo wyrażenie może zostać zapisane lub nazwane na kilka sposobów (np. „pierwsza wojna światowa”, „1. wojna światowa”, „Wielka Wojna” itd.). Słownictwo wymaga kontroli, gdyż używane standardy podają definicje poszczególnych kategorii informacji oraz ich zawartość, ale przeważnie nie jest precyzowane słownictwo, które powinno zostać użyte. Stosowane zwyczajowe charakterystyki lub instrukcje wyszukiwawcze są często obarczone błędami oraz niekonsekwentnym użyciem terminów. W wypadku języka polskiego ma to przede wszystkim związek z różnorodnością form gramatycznych, fleksją, liczbą możliwych synonimów, homonimów oraz pojęć bliskoznacznych. Komplikacje pojawiają się również z formą zapisu pojęć złożonych. Znaczenie dla używanego słownictwa mają także uwarunkowania historyczne oraz stosowanie języka fachowego. Niespójnie stosowane słownictwo może być wynikiem różnic regionalnych oraz specjalizacji osób, które go używają. W wypadku elementów geograficznych problemem jest często wybór nazwy danej lokalizacji, ponieważ wskutek zmian ustrojowych oraz historycznych, wiele miejsc posiadało w różnych okresach odmienne nazwy. Ze względu na wszystkie te problemy starannie dobrane i dobrze zarządzane słownictwo zebrane w słownikach kontrolowanych może znacznie ułatwić indeksowanie i usprawnić wyszukiwanie treści w zbiorach.

## Typy słowników słownictwa kontrolowanego
Istnieje kilka typów słowników kontrolowanych, do których należą:

### Lista terminów
Predefiniowana lista jednoznacznie zdefiniowanych pojęć. Lista taka nie posiada hierarchii haseł, natomiast pomaga ustalić formę wyrazu do użycia w metadanych, co ogranicza liczę możliwych wartości dla danego pola.

### Tezaurus
Porządkuje słowa i wyrażenia w sposób hierarchiczny, co umożliwia dostęp tak do pojęć ogólnych, jak i szczegółowych. Zazwyczaj podaje także informację dotyczącą terminów pokrewnych, synonimów oraz haseł preferowanych (który synonim powinien być używany jako pierwszy).

### Słownik haseł przedmiotowych
Hasła przedmiotowe to najbardziej charakterystyczne słowa lub wyrażenia, które oddają istotę przedmiotu lub jeden z tematów opisywanego obiektu. Tak jak w przypadku tezaurusa pojawia się hierarchia pojęć, ale funkcjonuje ona na innej zasadzie. Hasła przedmiotowe mogą być łączone w celu wyrażenia bardziej szczegółowego pojęcia.

### Tablice klasyfikacyjne
Klasyfikacje są zazwyczaj hierarchiczne, zaczynają się szerokim zakresem przedmiotowym, by następnie dzielić się na zawężone tematy.

### Kartoteka haseł wzorcowych
Zawiera informacje o organizacjach, osobach i miejscach ustalonych jako obecnie obowiązujące nazwy własne. Używanie ich pozwala ujednolicić nazwy, do których odnoszą się metadane.

## Przykładowe słowniki słownictwa kontrolowanego
Do przykładowych słownictw kontrolowanych należą m.in.:
- Art and Architecture Thesaurus – tezaurus przygotowany przez The Getty Research Institute, zawiera terminy z zakresu sztuki, architektury, rzemiosła artystycznego, kultury materialnej oraz materiałów archiwalnych.
- Union List of Artist Names – słownik opracowany przez The Getty Research Institute, zawiera hasła osobowe dotyczące artystów, a także hasła korporatywne.
- Getty Thesaurus of Geographic Names – tezaurus nazw geograficznych przygotowany przez The Getty Research Institute.
- British Museum Materials Thesaurus – tezaurus specjalistycznej terminologii dla materiałów.
- British Museum Object Names Thesaurus – tezaurus obiektów muzealnych.
- Rijksbureau voor Kunsthistorische Documentatie – gromadzi dokumentację dotyczącą sztuki europejskiej (od średniowiecza do współczesności), słownik zawiera hasła osobowe dotyczące artystów, handlarzy sztuką, kolekcjonerów, a także historyków sztuki.
- Virtual International Authority File – słownik powstał na potrzeby sieci semantycznej w celu ujednolicenia dostępu do słowników nazw osobowych w sieciowych zasobach różnych instytucji.